# Deux Anglais à Paris
Pour plus de détails, voir Fiche technique et Distribution.
Deux Anglais à Paris (To Paris with Love) est un film britannique réalisé par Robert Hamer, sorti en 1955.

## Synopsis
Un noble britannique décide d'emmener son fils à Paris, dans le but de lui trouver une femme. Ce dernier va en profiter pour faire la même chose pour son père. Mais tout ne va pas se passer comme prévu.

## Fiche technique
- Titre original : To Paris with Love
- Titre français : Deux Anglais à Paris
- Titre français (Belgique) : À Paris tous les deux !
- Réalisation : Robert Hamer
- Scénario : Robert Buckner d'après une histoire de Sterling Noel
- Direction artistique : Maurice Carter
- Costumes : Yvonne Caffin
- Photographie : Reginald Wyer
- Son : C. C. Stevens, Gordon McCallum
- Montage : Anne V. Coates
- Musique : Edwin Astley
- Production : Antony Darnborough, Earl St. John
- Société de production : Two Cities Films
- Société de distribution :  General Film Distributors ;  Continental Distributing (en)
- Pays de production :  Royaume-Uni
- Langue originale : anglais
- Format : couleur (Technicolor) — 35 mm — 1,37:1 — son Mono (Western Electric Recording)
- Durée : 78 minutes
- Genre : Comédie romantique
- Dates de sortie
  - Royaume-Uni : 11 janvier 1955
  - États-Unis : 28 mars 1955
  - Belgique : 3 juin 1955
  - France : 18 avril 1956

## Distribution
- Alec Guinness : Coonel. Sir Edgar Fraser
- Odile Versois : Lizette Marconne
- Vernon Gray : John Fraser
- Elina Labourdette : Sylvia Gilbert
- Jacques François : Victor de Colville
- Austin Trevor : Leon de Colville
- Jacques B. Brunius : Monsieur Marconne
- Claude Romain : Georges Duprez
- Maureen Davis : Suzanne de Colville
- Mollie Hartley Milburn : Madame Alvarez
- Michael Anthony : Pierre
- Pamela Stirling : Madame Marconne
- Claude Collier